# Pauline Carton
Pauline Carton, pseudonimo di Pauline Aimée Biarez (Biarritz, 4 luglio 1884 – Parigi, 17 giugno 1974), è stata un'attrice francese.
È apparsa in più di 170 film fra il 1912 e il 1970.

## Filmografia parziale
- Yvette, regia di Alberto Cavalcanti (1928)
- L'Amour à l'américaine, regia di Claude Heymann e Pál Fejös (1931)
- Le Blanc et le Noir, regia di Marc Allégret e Robert Florey (1931)
- Il sangue di un poeta (Le Sang d'un poète), regia di Jean Cocteau (1932)
- Ce cochon de Morin, regia di Georges Lacombe (1932)
- Non siamo più ragazzi (Nous ne sommes plus des enfants), regia di Augusto Genina (1934)
- Bonne chance!, regia di Sacha Guitry e Fernand Rivers (1935)
- Il romanzo di un giovane povero (Le Roman d'un jeune homme pauvre), regia di Abel Gance (1935)
- Il nuovo testamento (Le nouveau testament), regia di Sacha Guitry (1936)
- Il romanzo di un baro (Le Roman d'un tricheur), regia di Sacha Guitry (1936)
- Mio padre aveva ragione (Mon père avait raison), regia di Sacha Guitry (1936)
- À louer meublé, regia di Jacques de Casembroot e Gilbert de Knyffe (1936)
- Le perle della corona (Les Perles de la couronne), regia di Sacha Guitry (1937)
- La cittadella del silenzio (La Citadelle du silence), regia di Marcel L'Herbier (1937)
- Il caso del giurato Morestan (Gribouille), regia di Marc Allégret (1937)
- A Venezia una notte (À Venise, une nuit), regia di Christian-Jaque (1937)
- La fille de la Madelon, regia di Jean Mugeli e Georges Pallu (1937)
- La marraine du régiment, regia di Gabriel Rosca (1938)
- Sei tu l'amore (Vous seule que j'aime), regia di Henri Frescourt (1939)
- Erano nove celibi (Ils étaient neuf célibataires), regia di Sacha Guitry (1939)
- Tutto finisce all'alba (Sans lendemain), regia di Max Ophüls (1939)
- Il diavolo zoppo (Le Diable boiteux), regia di Sacha Guitry (1948)
- Un marito per mia madre (Miquette et sa mère), regia di Henri-Georges Clouzot (1950)
- Le Rosier de Madame Husson, regia di Jean Boyer (1950)
- Ho ucciso mia moglie (La Poison), regia di Sacha Guitry (1951)
- Sedotta (Le Vrai Coupable), regia di Pierre Thévenard (1951)
- La vita di un onest'uomo (La vie d'un honnête homme), regia di Sacha Guitry (1953)
- Versailles (Si Versailles m'était conté), regia di Sacha Guitry (1954)
- À pied, à cheval et en Spoutnik, regia di Jean Dréville (1958)
- Il giorno più lungo (The Longest Day), regia di Ken Annakin, Andrew Marton e Bernhard Wicki (1962)
- La bestiola, episodio di Umorismo in nero, regia di Claude Autant-Lara (1965)